# Стокингер, Томаш
Томаш Ричард Стокингер (пол. Tomasz Ryszard Stockinger; род. 23 февраля 1955, Варшава) — польский актёр театра и кино, певец. Знаменит по ролям Лешека Чиньского в мелодраме Ежи Гофмана «Знахарь», а также Павла Любича в телесериале «Клан».

## Биография
Родился 23 февраля 1955 года в Варшаве, в семье актера Анджея Стокингера и певицы Барбары Стокингер (в конце 1940-х годов Барбара выступала с группой «Сестры Триоле»). В молодости занимался баскетболом — выступал за клуб «Полония» (Варшава).
В 1978 году закончил театральную студию PWST в Варшаве.
1978—1984 — служит в драматическом театре в Варшаве.
1984—1993 — живёт и работает за пределами Польши.
1993—1996 — служит в театре «Квадрат» в Варшаве. С 1997 года актёр театра «Сирена»
В 2005 году выходит музыкальный сборник «Он и она», в который вошла композиция Стокингера «Погода на счастье», исполненная в дуете с Каей Пашальской. В том же году издательство Польское радио выпустило его сольный альбом «Мелодия, вернись ко мне».
В 2007 году на Польском телевидении вышел специальный эпизод польской телепрограммы «Угадай мелодию», посвященный 10-ти летию сериала «Клан», Стокингер впервые публично в дуете с Каей Пашальской исполнили композицию «Погода на счастье».
В 2006 году принял участие в третьем сезоне польской версии телепрограммы «Танцы со звездами», в 2008 — в четвертом сезоне «Как они поют».

### Дорожно-транспортное происшествие
8 октября 2009 года Стокингер, будучи в нетрезвом состоянии, находясь за рулём SEAT Exeo врезался в Ford Ka, который после этого столкнулся с SEAT Toledo. В результате пассажир Ford был доставлен в больницу, а актёр тем временем предпочёл скрыться с места происшествия, но позднее был задержан полицией. 6 мая 2010 года Стокингер был приговорён к одному году лишения свободы условно с отсрочкой исполнения приговора в три года и штрафу в размере 10 тысяч злотых.

## Семья
Есть сын, журналист Роберт Стокингер.

## Фильмография[3]
| Год       | Название фильма                          | Роль                                         | Примечания                 |
| --------- | ---------------------------------------- | -------------------------------------------- | -------------------------- |
| 1976—1987 | «Доложи, 07»                             |                                              | Сериал                     |
| 1978      | «Без наркоза»                            |                                              |                            |
| 1978      | «Сто коней к ста берегам»                |                                              |                            |
| 1979      | «Час „В“»                                | Повстанец                                    |                            |
| 1979      | «Горячая жизнь»                          |                                              | Сериал, в титрах не указан |
| 1980      | «Шерлок Холмс и Доктор Ватсон»           |                                              | Сериал, в титрах не указан |
| 1980—2000 | «Дом»                                    | Кароль Ланг                                  | Сериал                     |
| 1980      | «Карьера Никодема Дызмы»                 | Маевский                                     | Сериал                     |
| 1981      | «Люблю тебя, или Прости за всё»          |                                              |                            |
| 1981      | Знахарь                                  | Лешек Чиньский                               |                            |
| 1981      | «Самая длинная война современной Европы» | Спутник Потужевского                         | Сериал                     |
| 1981      | «Болдын»                                 | Мечислав Пакош, адъютант Болдына, подпоручик |                            |
| 1982      | «Четверги бедным»                        |                                              |                            |
| 1982      | «Остановка в пути»                       |                                              |                            |
| 1983      | «Клинок против клинка»                   |                                              |                            |
| 1984      | «Двадцатые… Тридцатые»                   |                                              |                            |
| 1984      | «Рыцари и разбойники»                    |                                              |                            |
| 1988—1991 | «Окраины в огне»                         | Капитан Ержи Основский                       | Сериал                     |
| 1992      | «Большой провал»                         |                                              |                            |
| 1992      | «Слеза князя тьмы»                       |                                              |                            |
| 1992      | «Эскадрон»                               |                                              |                            |
| 1995      | «Жаворонок»                              |                                              |                            |
| 1995      | «Матери, жёны и любовницы»               |                                              | Мини-сериал                |
| 1995      | «Золотое дно»                            |                                              |                            |
| 1996      | «Шаманка»                                |                                              | В титрах не указан         |
| 1997—2005 | «Клан»                                   | Павел Любич                                  |                            |
| 1998      | «Матери, жёны и любовницы 2»             |                                              | Мини-сериал                |
| 2008      | «Малгося против Малгоси»                 |                                              |                            |
| 2008—2013 | «Час славы»                              |                                              | Сериал                     |
| 2010      | «Отель 52»                               | Виктор Мругала                               | Сериал, играет с 56 с.     |
| 2011      | «Рецепт для жизни»                       | Цезар Адамович, отец Анны                    | Сериал                     |
| 2012      | «Время чести»                            | Министр Савицкий                             | Сериал                     |

## Участия в театральных постановках
- «Ранняя весна» (1981)

## Награды[4]
- 2000 — Премия «Телекамера» — лучший актёр сериалов по версии читателей журнала «Теленеделя / TeleTydzień» (Польша)
- 1999 — Премия «Телекамера» — лучший актёр сериалов по версии читателей журнала «Теленеделя / TeleTydzień» (Польша)
- 1999 — 13-е место в опросе газеты Polityka «Конец века» в категории «Телевизионные программы, фильмы и сериалы»
- 2002 — Премия VII Фестиваля звёзд (Польша)